# Francesco Coghetti
Francesco Coghetti, född 12 juli 1804 i Bergamo, död 20 april 1875 i Rom, var en italiensk målare.
Coghetti studerade i sin födelsestad och i Rom. Två tavlor, Jesus framställes i templet och Marias himmelsfärd, som han målade för Bergamo, förskaffade honom uppdrag att dekorera kupolen i dess katedral. Återkommen till Rom, målade han alfresko i Villa Torlonia Alexanders bedrifter, och ägaren lät honom vidare för sin villa vid Castel Gandolfo måla De fyra elementen, Bacchus triumf och Amasonstrid samt för sitt palats vid Piazza Venezia i Rom fabeln om Amor och Psyche och en stor komposition, Parnassen med alla tiders berömda män. Slutligen utförde han i katedralen i Savona freskobilder, dels bibliska, dels moderna motiv, vilka målningar anses som hans främsta verk.